# Gunnar Hallgren (arkitekt)
Karl Adolf Gunnar Hallgren, född 22 maj 1929 i Göteborg, död 13 oktober 1977 i Falköping, var en svensk arkitekt.
Hallgren, som var son till professor Willy Hallgren och Sanny Skogster, utexaminerades från Chalmers tekniska högskola 1956. Han anställdes på Bo Boustedts och Hans-Erland Heinemans arkitektkontor i Skövde 1956, på Vilhelm Alnefelts och Nils-Olof Tollboms arkitektkontor i Västerås 1959, på länsarkitektkontoret i Västerås 1960, blev biträdande stadsarkitekt i Nyköpings stad 1961 och bedrev egen arkitektverksamhet i Nyköping från 1963. Han var därefter under några år vice stadsarkitekt i Gävle stad, varefter han var stadsarkitekt i Falköpings stad/kommun från 1970. Han nedlade ett omfattande arbete på att bevara stadsbilden i Falköping och på att rädda fasaderna mot Stora torget.